# Agrodiaetus bivittata
Agrodiaetus bivittata är en fjärilsart som beskrevs av Deitrich 1931. Agrodiaetus bivittata ingår i släktet Agrodiaetus och familjen juvelvingar. Inga underarter finns listade i Catalogue of Life.